# 在世界盡頭愛Ai吧！
《在世界盡頭愛Ai吧！》（日语：世界の果てで愛ましょう）是日本漫畫家武田すん的漫畫作品，於角川書店《電撃魔王》連載完畢，單行本全八冊。因為漫畫中部分橋段有女性裸體，所以在台灣列為十八禁漫畫。

## 故事大綱
矢野涼馬是一個害羞的男高中生，班上的同學統統把麻煩的任務交付予他手中。某天，涼馬遇到了異世界王子艾米力。異世界的藥物使涼馬變成女性，涼馬的人生便徹底改變。自此，超越種族與性別的愛情故事開始了。

## 角色介紹

### 主要人物
矢野涼馬
生日9月6日，處女座。
是一個害羞、柔弱、頑固的男高中生。留校準備高中文化祭的工作時，意外遇上來自異世界的艾米力歐，之後為保護艾米力歐而身受重傷，卻被艾米力歐給帶到異世界並被女體化，但始終堅持自己是個男生。
在柔道課中，為袒護替她出面的艾米力歐，使自己變成女生的事情暴露，其學籍被改為女性，也開始以女裝上學。
擅長家務事、料理等等工作，家中的事務也都是她在打理。
艾米力歐・歐爾德洛克
為異世界「歐爾德利特王國」的皇太子，個性冷酷無情，但對涼馬束手無策，性格也因為涼馬而漸漸改變。會使用強大的魔法。
在使用「門」進行空間移動時發生意外，而遇上涼馬並得到他的幫助。也因為涼馬這種純粹無私的愛而愛上涼馬，進而將受傷的涼馬帶到異世界，讓涼馬喝藥變成女生，並向涼馬求婚，要求涼馬成為他的王妃。
之後為保護涼馬而就讀涼馬所讀的高中，並在兩個世界來回奔波。
受到校內女性的歡迎，並被以「王子」稱呼。因為只在乎涼馬一人，也使涼馬常被班上的女學生惡整。
矢野祐二
涼馬的親弟弟，是一個文武雙全、學習能力極強的天才。
因為母親早逝，所以從小都由哥哥來照顧，也使他有戀兄情結，在涼馬女體化後，更加按捺不住自己的感情。
矢野太平
涼馬與佑二的父親，家中唯一的經濟支柱，有雄性禿頭，對於這一點十分在意。
在知道艾米力歐是「歐爾德利特王國」的皇太子後，非常希望並努力湊合艾米力歐與涼馬的婚事。
房間中放著一張他老婆（涼馬與佑二的母親）的照片。
現任所屬公司的臨時部長。
艾莉西亞・巴爾貝爾
異世界「泰坦尼亞王國」的公主，聲稱是「艾米力歐的婚約者」，並說自己是擁有「最高地位及美貌」的人，個性驕傲自大，對於輸給原本是男人的涼馬十分不服氣。
因為在與涼馬比賽時，不慎滑入泳池中而溺水（泰坦族不擅游泳），卻被佑二所救起，也因此開始暗戀著佑二。
平常時與普通人沒什麼兩樣，但只要憤怒到極限便會巨大化。
亞雷克斯・歐爾德洛克
艾米力歐同父異母的弟弟，為「歐爾德利特王國」第四皇位繼承人，現居異世界「丹佛王國」。
因為小時候親眼看著自己母親被人毒殺而對死亡有所恐懼，對周遭的人都十分不信任，但在涼馬的幫助下克服了自己的恐懼感。
涼馬與佑二的母親
姓名不詳，據矢野太平房中的照片，只知道長得跟涼馬十分相像。

### 學校同學
泉
涼馬同級的女同學。
堺
涼馬同級的男同學。
田中
涼馬同級的男同學，為柔道部員，是涼馬性轉換後的仰慕者。
春樹
祐二的同學，小時候常與涼馬一起玩，暗戀性轉換後的涼馬，但在知道她的身分後，他的初戀馬上幻滅。
狩田
涼馬同級的男同學，身材高大，總是戴著螺旋眼鏡，表面上看起來很俗氣，事實上十分帥氣，國中時期的因素使他患有女性恐懼症，之後被涼馬治好，但因為身旁女性知道其真面目後迷上他，一擁而上使他意外墜崖，僥倖活下的他對於女性更加恐懼（女性恐懼症惡化）。

## 用語
門
存在於異世界的高科技產物，可用來穿越各種空間。
異世界
指存在於地球以外的另一個銀河系的眾多王國，各王國都是以「門」來互相交流。
目前已知國家有：歐爾德利特、泰坦尼亞。
邊境
指地球，因為地球位於異世界的邊境。

## 出版書籍
| 卷數 | 角川書店       | 角川書店               | 台灣角川       | 台灣角川               |
| 卷數 | 發售日期       | ISBN                   | 發售日期       | ISBN                   |
| ---- | -------------- | ---------------------- | -------------- | ---------------------- |
| 1    | 2009年5月27日  | ISBN 978-4-04-867861-2 | 2010年5月26日  | ISBN 978-986-237-661-4 |
| 2    | 2009年12月18日 | ISBN 978-4-04-868297-8 | 2010年8月25日  | ISBN 978-986-237-792-5 |
| 3    | 2010年7月27日  | ISBN 978-4-04-868708-9 | 2011年2月1日   | ISBN 978-986-287-049-5 |
| 4    | 2011年2月26日  | ISBN 978-4-04-870287-4 | 2011年9月21日  | ISBN 978-986-287-381-6 |
| 5    | 2011年8月27日  | ISBN 978-4-04-870706-0 | 2012年5月19日  | ISBN 978-986-287-717-3 |
| 6    | 2012年4月27日  | ISBN 978-4-04-886466-4 | 2013年1月12日  | ISBN 978-986-325-159-0 |
| 7    | 2012年10月27日 | ISBN 978-4-04-891048-4 | 2013年9月4日   | ISBN 978-986-325-503-1 |
| 8    | 2013年6月27日  | ISBN 978-4-04-891468-0 | 2015年11月11日 | ISBN 978-986-366-820-6 |